# Frédéric Oriach
Pour les articles homonymes, voir Oriach.
Frédéric Oriach est un militant marxiste-léniniste né à Valence en Espagne, le 31 juillet 1953. Il a été l'un des principaux dirigeants et idéologues des NAPAP et influença idéologiquement les Cellules communistes combattantes (CCC). Il fut aussi soupçonné d'être l'un des fondateurs d’Action directe.

## Biographie
À 14 ans il milite au sein de l'Union des Jeunesses Communistes Marxistes-léninistes (UJCML) et des Comités Vietnam. En octobre 1970 il participe à des manifestations au moment du procès Geismar. Il milite au sein de la Gauche prolétarienne jusqu'à sa dissolution, et aux Comités Palestine. À 19 ans il est travailleur hospitalier, puis employé aux usines Renault de Boulogne-Billancourt où il se fait l'apôtre de la lutte armée devant des militants CGT. En 1973, il fait sans doute partie des Brigades internationales, puis à partir de 1976 - 1977 des Noyaux armés prolétariens pour l'autonomie Populaire (NAPAP).
Militant de divers groupes maoïstes, il a été arrêté à plusieurs reprises pour détention d’armes : dans la nuit de 12 au 13 mai 1977, en compagnie de Michel (Mickel) Lapeyre et Jean-Pierre Gérard, il est interpellé par des gardiens de la paix rue Bobillot (Paris XIIIe arrdt). Les trois hommes sont tous armés. Oriach est porteur d'un revolver de type Magnum et Gérard d'un autre pistolet de calibre 7,65, qui a été utilisé pour l'assassinat de Joaquin Zenteno Anaya, ambassadeur de Bolivie en France le 11 mai 1976 et pour l'attentat contre Bartholome Garcia Platta-Valle, attaché militaire à l'ambassade d'Espagne à Paris le 8 octobre 1975. Lapeyre est en possession d'un pistolet 11,43 qui a été utilisé pour l'assassinat de Jean-Antoine Tramoni le 23 mars 1977 à Limeil-Brévannes. J.-A. Tramoni est le vigile de la régie Renault qui a abattu le militant maoïste Pierre Overney lors d'une manifestation aux portes des usines Renault le 25 février 1972. Dans leur voiture et à leurs domiciles respectifs, les enquêteurs saisissent diverses armes de guerre, des postes émetteurs-récepteurs et divers documents : tracts et fiches mentionnant des immatriculations et des relevés de trajet de véhicules des ambassades d'Israël et d'Iran.
Le 23 mars 1978, Oriach, Lapeyre et Gérard sont condamnés pour détention d'armes prohibées à 7 ans de prison dont 5 ans ferme. En appel, leur peine est ramenée à cinq ans de prison, dont un avec sursis. Libérés en mai 1980, ils sont arrêtés en juillet de la même année par une patrouille de police peu après un attentat commis contre les locaux des chemins de fer allemands (Bundesbahn) rue Condorcet à Paris IXe. Lapeyre et Gérard reconnaissent leur participation à l'attentat. Le 14 septembre 1981, les trois hommes bénéficient de l'amnistie présidentielle, en vertu d'une décision de la chambre d'accusation de la cour d'appel de Paris. Cette décision intervient après diverses manifestations violentes de groupes d'extrême-gauche réclamant leur libération, ainsi que celle de Nathalie Ménigon et des sept inculpés pour l'attaque à main armée de Condé sur l'Escaut.
En 1982, il fonde la revue Subversion avec Pierre Carette, le leader des Cellules Communistes Combattantes de Belgique.
Frédéric Oriach incitera ensuite Carette à créer un collectif, Ligne Rouge, afin de diffuser au grand jour la théorie de la « guérilla urbaine » et de préparer le terrain de la « lutte armée ». Pierre Carette fonde ce collectif à Bruxelles, au mois de septembre 1983. La revue du collectif Ligne Rouge prendra le relais de la revue Subversion qui n'aura connu que deux numéros. Le futur noyau des Cellules Communistes Combattantes sera entièrement issu de ce collectif.
Le 12 octobre 1982, Frédéric Oriach est arrêté à Paris par la Brigade de recherches et d'intervention et inculpé « d'association de malfaiteurs ». Il venait de se rendre à la gare du Nord pour consulter des documents déposés dans une consigne. Il s'agit de fiches concernant des objectifs d'attentats réalisés ou potentiels ; parmi les documents saisis se trouve également une sorte de mémoire rédigé par Oriach concernant les actions menées par Action directe au cours de l'été 1982. Ce texte, dans lequel Oriach parle de « notre groupe » et de « notre action », tend à démontrer que les membres d'Action directe ont participé à plusieurs attentats, notamment celui de l'avenue de la Bourdonnais le 21 août (deux artificiers de la Préfecture de police tués en tentant de désamorcer une bombe placée sous la voiture du conseiller commercial de l'ambassade des États-Unis) et celui de la rue Cardinet commis le 17 septembre (trois diplomates israéliens grièvement blessés, ainsi qu'une quarantaine d'élèves du lycée Carnot). Ces deux attentats avaient également été revendiqués par les Factions armées révolutionnaires libanaises (FARL).  
En avril 1983, un commando d'une dizaine de personnes saccage le musée de la Légion d'honneur et y laisse des tracts réclamant la libération de Frédéric Oriach. Une dizaine de personnes est interpellée à la suite de ce saccage, parmi lesquels Martine da Silva et Christian Gauzens, amis d'Oriach.  
Le 23 juin 1983, il est condamné pour participation à des attentats à 6 ans de prison, et en appel le 16 novembre à 5 ans, le tout pour « association de malfaiteurs » - pour avoir rédigé un texte dont la formulation peut donner à penser qu’il a participé à une série d’attentats commis durant l’été 1982. En septembre 1984, Frédéric Oriach bénéficie de quatre non-lieux dans d'autres affaires criminelles. Oriach nie toujours sa participation aux attentats, mais réaffirme sa solidarité avec les auteurs de ces actions. Du 25 septembre jusqu'à la fin octobre il mène une grève de la faim. Les pétitions se multiplient pour obtenir sa libération. Nouvelle grève de la faim en avril 1985. 
En avril 1985, dans un courrier adressé au journal Le Monde, Oriach menace de poursuites tout organe de presse qui publierait des informations le reliant à Action directe : « Il est prétendu que je serais proche d'Action directe et que j'aurais participé à la fondation de ce groupe : je n'ai jamais été proche d'Action directe ni d'une quelconque "mouvance" de ce groupe, ni dans le passé et ni de près ni de loin. Je n'ai d'ailleurs jamais fait l'objet de la moindre procédure policière ou judiciaire concernant ce groupe. ». Il est libéré de prison en avril 1986. Depuis, l’innocence d’Oriach a été reconnue par la justice, un non-lieu ayant été prononcé dans les affaires d’attentats qu’il était supposé avoir commis. Il est libéré le 11 avril 1986. 
Peu après il donne une interview à Radio - Mouvance où il prône la lutte armée contre l'impérialisme et le sionisme. Invité de l'émission Découvertes de Jean-Pierre Elkkabach sur Europe 1, il traite l'ingénieur général Audran, assassiné par Action Directe, de « trafiquant d'armes international ». Le ministre de la Défense porte plainte pour injures. Il est condamné le 16 décembre 1987 par la 17e Chambre correctionnelle de Paris à six mois de prison pour « complicité d'apologie du crime de meurtre », peine ramenée en appel à trois mois de prison en juillet 1988.
Le 25 septembre 1986, Oriach est interpellé par la police alors qu'il s'apprête à donner une conférence de presse au jardin du Luxembourg. Le juge Marsaud, qui enquête sur les attentats meurtriers survenus à Paris les semaines précédentes, souhaite l'entendre à propos d'un séjour qu'il vient d'effectuer à Damas. La semaine suivante, il accorde un entretien au Nouvel Observateur, dans lequel il exprime sa solidarité avec les FARL, le CSPPA (groupe terroriste chiite) et l'Armée Secrète Arménienne de libération de l'Arménie (ASALA). Au sujet d'Action directe, il explique : « Je n'ai jamais été membre d'Action directe, tout simplement parce que je ne suis pas d'accord politiquement avec eux, malgré l'estime que j'ai pour Jean-Marc Rouillan. Ils sont libertaires, moi je suis marxiste-léniniste. »